# Igbo
Igbo, ponekad, a posebno u prošlosti, nazivani i Ibo su jednan od najvećih naroda u Africi. Većina Igboa živi u jugoistočnoj Nigeriji, gdje sačinjavaju 18% stanovništva, ali se u većem broju mogu pronaći i u Kamerunu i Ekvatorijalnoj Gvineji. 
Njihov jezik se također naziva Igbo. 
Glavne Igbo države u Nigeriji su Anambra, Abia, Imo, Ebonyi, i Enugu. 
U nekim nigerijskim državama kao Delta State i River State Igboi čine 25 %. Tragovi Igbo kulture i jezika mogu se pronaći u Cross Riveru i Akwa Ibom i Bayelsa državi. Igbo jezik dominira gradovima kao što su Onitsha, Aba, Owerri, Enugu, Nsukka, Awka, Umuahia i Asaba.
Igboi svoje korijene pronalaze u selu Nri, gdje je pleme osnovao mitski Eri oko godine 900. Igboi su s vremenom stvorili prilično razvijenu kulturu te bili jedni od prvih subsaharskih naroda koji je koristio broncu. No, tek je dolazak Britanaca 1870-ih i s njima povezani kontakti s drugim nigerijskim narodima doveo do širenja svijesti o zajedničkom podrijetlu među Igbo plemenima. Igboi su također od svih nigerijskih naroda pokazali najviše entuzijazma za prihvaćanje kršćanstva i zapadnih običaja. To je uključivalo i neke prilično moderne ideje kao što je feminizam, koji se godine 1929. iskazao u tzv. Igbo ženskom ratu.
Nakon stjecanja nezavisnosti Nigerije na vidjelo su izašle sve veće etničke napetosti između Igboa na jugu i Yoruba i Hausa na sjeveru. Godine 1966. su nakon neuspjelog državnog udara počeli pogromi Igboa u sjevernom dijelu zemlje, te njihov egzodus na jug. Godine 1967. se pod vodstvom pukovnika Emeka Okujwua nigerijska Istočna Država s Igbo većinom odcijepila i proglasila neovisnost kao Republika Biafra. To je dovelo do Nigerijskog građanskog rata koji je završio pobjedom nigerijskih federalnih snaga 1970., u kojem je, najviše zbog gladi, umrlo oko milijun osoba, uglavnom Igboa.

## Drugi o njima
Hrvatska misionarka Ana Marija Maleš rekla je o njima:
- »Pripadnici naroda Igbo među kojima djelujemo uvijek su vrlo gostoljubivi i uvijek si dobrodošao. Dobrodošlicu pokazuju kolom, što je obavezan obred na svim svečanostima i skupovima. Obred počinje blagoslovom oca, predsjedatelja, svećenika ako je prisutan ili neke odrasle muške osobe i onda se nazočnima dijele plodovi (obično su to gorki plodovi). Inače vole se lijepo obući, biti uredni i dotjerati se. Drže i osobnu higijenu na visokoj razini, redovito peru rublje na potoku ili rijeci, djeca se nakon ustajanja odlaze umiti na potok ili rijeku. Redovito metu svoja dvorišta iako su zemljana.«